# Baby Tate
Charles Henry Tate, más conocido como Baby Tate, fue un cantante y guitarrista de blues, nacido en Greenville, Carolina del Norte, en 1916. Falleció en 1972.
Muy influenciado por Blind Boy Fuller y asociado con el bluesman Pink Anderson, estuvo muy relacionado con Bruce Bastin y Peter Lowry, en sus investigaciones sobre el Blues de Piedmont. Tras el revival del blues, grabó diversos álbumes para el sello OBC Records.